# Autruy-sur-Juine
Autruy-sur-Juine ist eine französische Gemeinde mit 729 Einwohnern (Stand 1. Januar 2022) im Département Loiret in der Region Centre-Val de Loire. Sie gehört zum Arrondissement Pithiviers und zum Kanton Pithiviers.

## Geografie
Die Gemeinde Autruy-sur-Juine liegt am Ostrand der Landschaft Beauce, 50 Kilometer südöstlich von Chartres und 17 Kilometer nordwestlich von Pithiviers. In Autruy-sur-Juine entspringt die Juine, ein Nebenfluss der Essonne.

## Geschichte
In Quatre-Vaux, einem Ortsteil von Autruy heiratete am 8. Dezember 1299 per procurationem Blanche von Frankreich (* wohl 1278, † 19. März 1306), jüngste Tochter des französischen Königs Philipp III., den Erzherzog von Österreich Rudolf III. den Guten († 4. Juli 1307), 1306 König von Böhmen; die persönliche Hochzeit fand am 25. Mai 1300 wohl in Wien statt.

## Bevölkerungsentwicklung

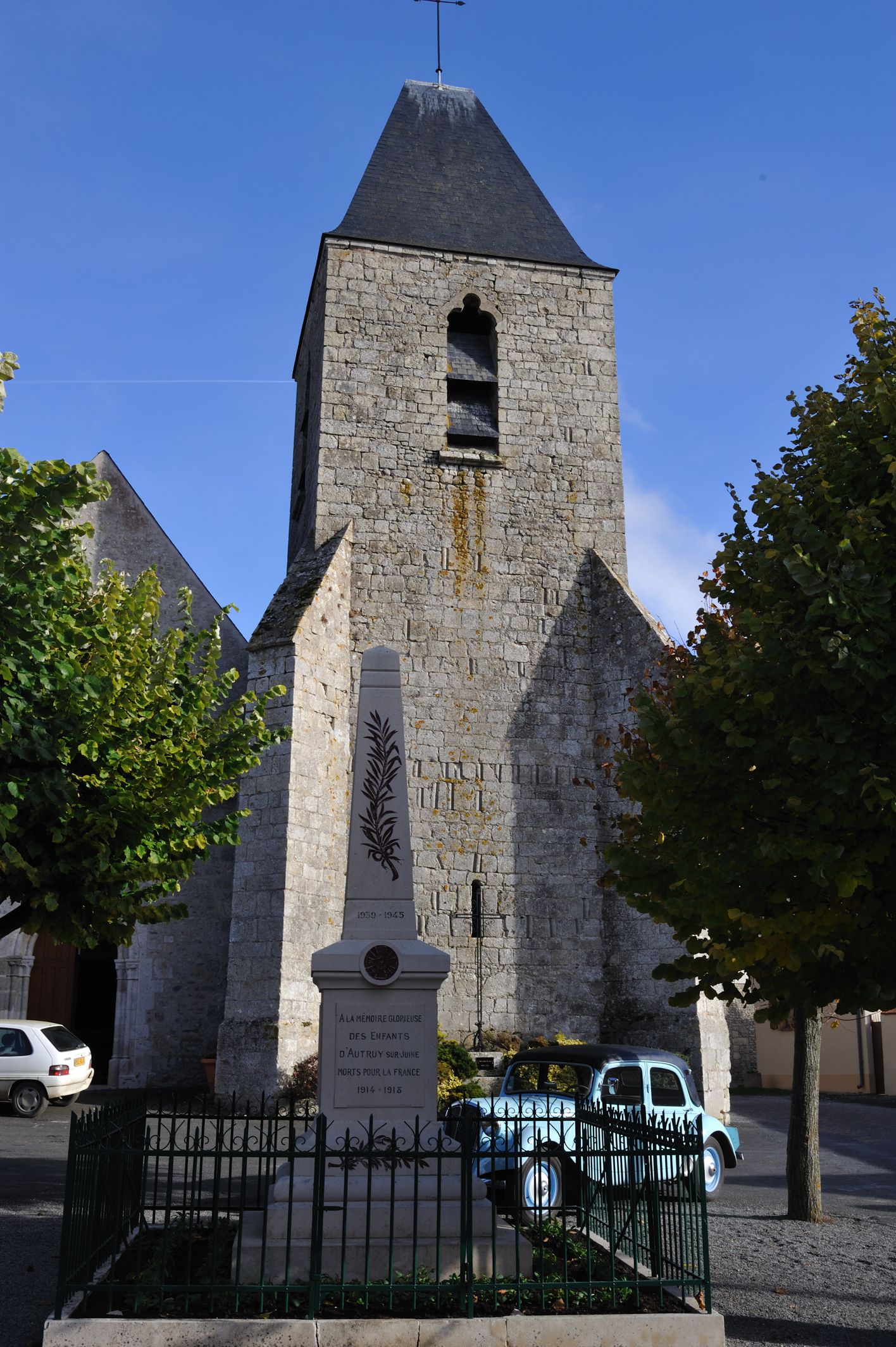
Turm der Kirche Saint-Pierre

| Jahr                       | 1962 | 1968 | 1975 | 1982 | 1990 | 1999 | 2008 | 2018 |
| Einwohner                  | 610  | 549  | 636  | 703  | 817  | 810  | 732  | 690  |
| Quellen: Cassini und INSEE |      |      |      |      |      |      |      |      |